# Джордж Блаґден
Джордж Пол Блаґден, (англ. George Paul Blagden, 28 грудня 1989, Лондон) — англійський співак й актор театру і кіно.

## Біографія
Блаґден почав співати в 13-річному віці. Виступав у складі хорів Королівського коледжу в Кембріджі і Собору святого Павла. Був солістом власної рок-групи.
Джордж навчався у школі в Оунделі. Також брав майстерклас у Єна Маккеллена.
2011 року закінчив Лондонську школу музичного і драматичного мистецтва у Ґілдголлі.

## Кар'єра
Улітку 2011 року Блаґден отримав першу роль у картині режисера Джона Гаддлеса «Філософи». Згодом знявся у фільмі «Битва титанів».
Став відомим за роль цинічного революціонера Ґрантера у фільмі «Знедолені» (2012). Він також зіграв ченця Ательстана у телесеріалі «Вікінги».